# Joe Henry
Joseph Lee Joe Henry (Charlotte, Carolina del Norte; 2 de diciembre de 1960) es un cantautor, guitarrista y productor estadounidense. Ha publicado diversos álbumes de estudio y muchos registros producidos para otros artistas, incluyendo tres álbumes galardonados en los Grammy.

## Infancia
Henry nació en Charlotte, Carolina del Norte, el estado de sus padres, a quien describe como devotos cristianos. Finalmente creció en Detroit, Míchigan y se graduó en la Universidad de Míchigan.

## Carrera

### 1985 a 2005

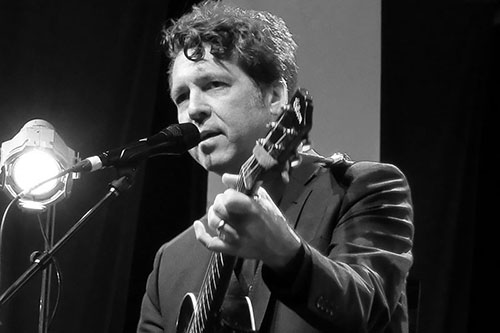
Joe Henry en Aarhus Festival 2015 Foto Hreinn Gudlaugsson

Henry se trasladó a Brooklyn, NY en 1985 y empezó a actuar en locales musicales. Publica su primer álbum Talk of Heaven en 1986. El álbum le ganó un contrato de registro con A&M, donde posteriormente publicó los álbumes Murder of Crows en 1989 y Shuffletown en 1990. Shuffletown, producido por T-Bone Burnett, representó un cambio en su dirección musical hacia el género "alt country". En sus dos registros siguientes, Short Man's Room (1992) y Kindness of the World (1993) utilizó miembros de la banda de country rock the Jayhawks. La canción "Kink's Highway" fue más tarde grabada por Joan Baez, en 2003 y Gov't Mule en 2005. Para su álbum Trampoline, de 1996, Henry incorporó al guitarrista Páge Hamilton de Helmet.
El álbum de 1999 Fuse fue grabado con los productores Daniel Lanois y T-Bone Burnett. El álbum fue reconocido por la crítica y Ann Powers del New York Times escribió: Henry ha "encontrado el sonido que completa su aproximación verbal."
El álbum Scar fue grabado en 2001 con músicos de jazz como Marc Ribot, Brian Blade, Brad Mehldau y el saxofonista Ornette Coleman en el tema "Richard Pryor Addresses A Tearful Nation." Según el crítico de Allmusic, Thom Jurek, el álbum es un "triunfo no sólo para Henry —quién ha puesto un nuevo nivel para él— sino para la música popular americana, que desesperadamente necesita algo más que solo cantar otra vez." 
El álbum Tiny Voices de 2003 producido por él mismo era su primer registro en el sello Epitaph's Anti. Jurek describió este álbum como "el sonido de....guitarras eléctricas en un Tiki bar, en Los Ángeles de Raymond Chandler." 
La mujer de Henry le convenció de dejarla enviar a Madonna, que es su hermana, un demo de su canción "Stop" que fue grabada con el título "Don't Tell Me" en el álbum de Madonna Músic del año 2000. Su propia versión de la canción apareció en Scar y fue presentada en un episodio de "Los Soprano." Henry y su cuñada grabaron un dúo, "Guilty By Association," en el álbum benéfico Sweet Relief II: Gravity of the Situation y han colaborado en las canciones de diferentes álbumes de Madonna: "Jump" en Confessions on a Dance Floor, "Devil Wouldn't Recognize You" en Hard Candy y "Falling Free"  en MDNA.

### De 2006 al presente

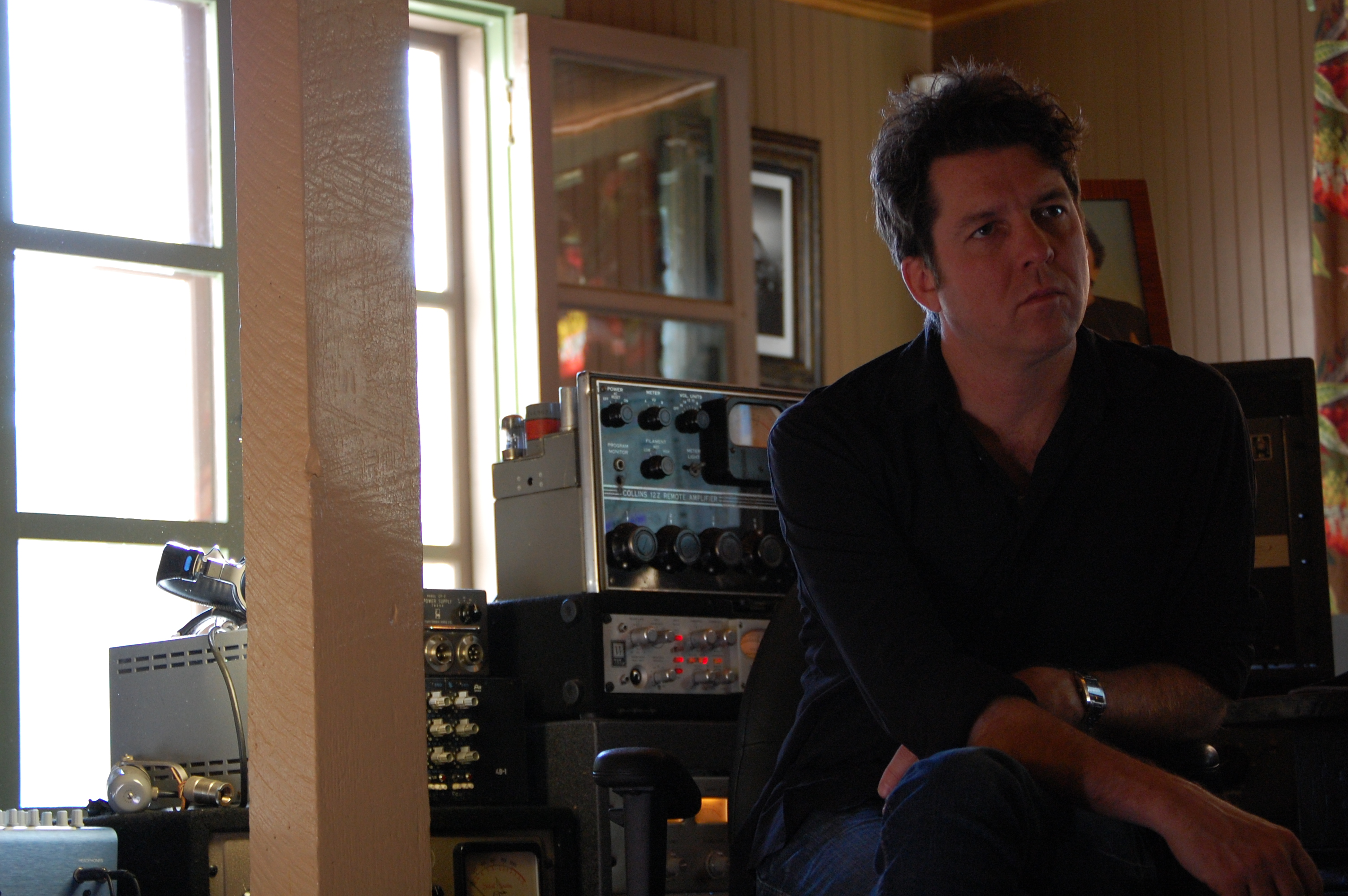
Joe Henry en la casa Garfield, 2009

Después de producir el álbum galardonado en los Grammy Don't Give Up on Me de Solomon Burke, Henry produjo registros adicionales y en 2006 abrió un estudio en su casa donde a menudo colabora con el ingeniero de grabación Ryan Freeland y los músicos Jay Bellerose, Greg Leisz, David Piltch, Patrick Warren y Keefus Ciancia, radicados en Los Ángeles. En septiembre de 2006, Henry y Loudon Wainwright III empezaron a componer la música para el film de Judd Apatow, Knocked Up en el estudio de casa de Henry. Algún instrumental fue utilizado como música de fondo de la película, mientras que otras canciones aparecieron en el álbum de Wainwright, de 2007, Strange Weirdos qué Henry produjo.
En 2007 publicó Civilians, que fue descrito como "un asunto acústico que nos hace regresar a los sonidos de raíces de Henry". La pista final del álbum, "Sólo Dios Lo Sabe," fue utilizada en un anuncio de televisión en 2008. El álbum de Bonnie Raitt de 2012 Slipstream, que Henry produjo, contuvo versiones de dos canciones de Civilians.
En 2009 publicó su noveno registro en solitario, Blood From Stars, qué incorpora blues orquestales con el guitarrista Marc Ribot, el pianista Jason Moran y su hijo en el saxo. El foco de álbum se centra en facetas del blues, con matices de jazz, rock y pop.
En mayo de 2011, Henry publicó el álbum Reverie con una sencilla instrumentación acústica de guitarra, bajo acústico, piano y batería. "Cuándo escuchas Reverie, especialmente en auriculares, puedes oír el tráfico en el fondo o un vecino que llama su perro. No es siempre un entorno de registro prístino. Henry no sólo dejó las ventanas abiertas en su estudio de sótano, sino que también puso micrófonos en ellas."

## Vida personal
Desde 1987 Henry ha estado casado con Melanie Ciccone y tienen dos hijos. Melanie es hermana de Madonna.
En 2013 Henry y su hermano David publicaron una biografía de Richard Pryor, titulada Furious Cool: Richard Pryor and the World That Made Him.

## Discografía

### Álbumes
- Talk of Heaven (1986)
- Murder of Crows (1989)
- Shuffletown (1990)
- Short Man's Room (1992)
- Kindness of the World (1993)
- Trampoline (1996)
- Fuse (1999)
- Scar (2001)
- Tiny Voices (2003)
- Civilians (2007)
- Blood from Stars (2009)
- Reverie (2011)
- Invisible Hour (2014)

(Todos producidos o coproducidos por Joe Henry excepto Shuffletown y Murder of Crows)

### EP
- Fireman's Wedding (1994)

### Producción
- Strange Angels by Kristin Hersh (coproductor, 1998)
- I Oughtta Give You a Shot in the Head for Making Me Live in This Dump by Shivaree (coproductor, 1999)
- Teddy Thompson by Teddy Thompson (coproductor, 2000)
- Dim Stars, Bright Sky by John Doe (coproductor, 2002)
- Don't Give Up on Me by Solomon Burke (producer, 2002)
- Drill a Hole in That Substrate and Tell Me What You See by Jim White (coproductor, 2004)
- Knuckle Down by Ani DiFranco (coproductor, 2005)
- The Forgotten Arm by Aimee Mann (producer, 2005)
- Hope and Desire by Susan Tedeschi (producer, 2005)
- I've Got My Own Hell to Raise by Bettye LaVette (producer, 2005)
- I Believe to My Soul by various artists (producer, 2005)
- Our New Orleans: A Benefit Album for the Gulf Coast by various artists (coproductor, 2005)
- The River in Reverse by Elvis Costello and Allen Toussaint (producer, 2006)
- Between Daylight and Dark by Mary Gauthier (producer, 2007)
- Strange Weirdos by Loudon Wainwright III (coproductor, 2007)
- Sex & Gasoline by Rodney Crowell (producer, 2008)
- Recovery by Loudon Wainwright III (producer, 2008)
- The Bright Mississippi by Allen Toussaint (producer, 2009)
- La Différence by Salif Keita (producer, 2009)
- A Stranger Here by Ramblin' Jack Elliott (producer, 2009)
- Genuine Negro Jig by Carolina Chocolate Drops (producer, 2009)
- The Way of the World by Mose Allison (producer, 2010)
- I Know I've Been Changed by Aaron Neville (producer, 2010)
- The Long Surrender by Over the Rhine (producer, 2011)
- Let Them Talk by Hugh Laurie (producer, 2011)
- Passenger by Lisa Hannigan (producer, 2011)
- Weather by Meshell Ndegeocello (coproductor, 2011)
- Slipstream by Bonnie Raitt (coproductor, 2012)
- Kin: Songs by Mary Karr & Rodney Crowell by various artists (producer, 2012)
- Devil In Me by Natalie Duncan (producer, 2012)
- Tooth & Nail by Billy Bragg (producer, 2013)
- Didn't It Rain by Hugh Laurie (producer, 2013)
- Meet Me at the Edge of the World by Over the Rhine (producer, 2013)
- Dig in Deep by Bonnie Raitt (coproductor, 2016)

### Colaboraciones
- "Don't Tell Me" by Madonna (co-writer, 2000)
- "Hope Against Hope" by Rosanne Cash (co-writer, 2003)
- "Jump" by Madonna (co-writer, 2005)
- "Devil Wouldn't Recognize You" by Madonna (co-writer, 2008)
- "Love and Treachery" by Madeleine Peyroux (co-writer, 2009)
- "Falling Free" by Madonna (co-writer, 2012)